# Brad Mears

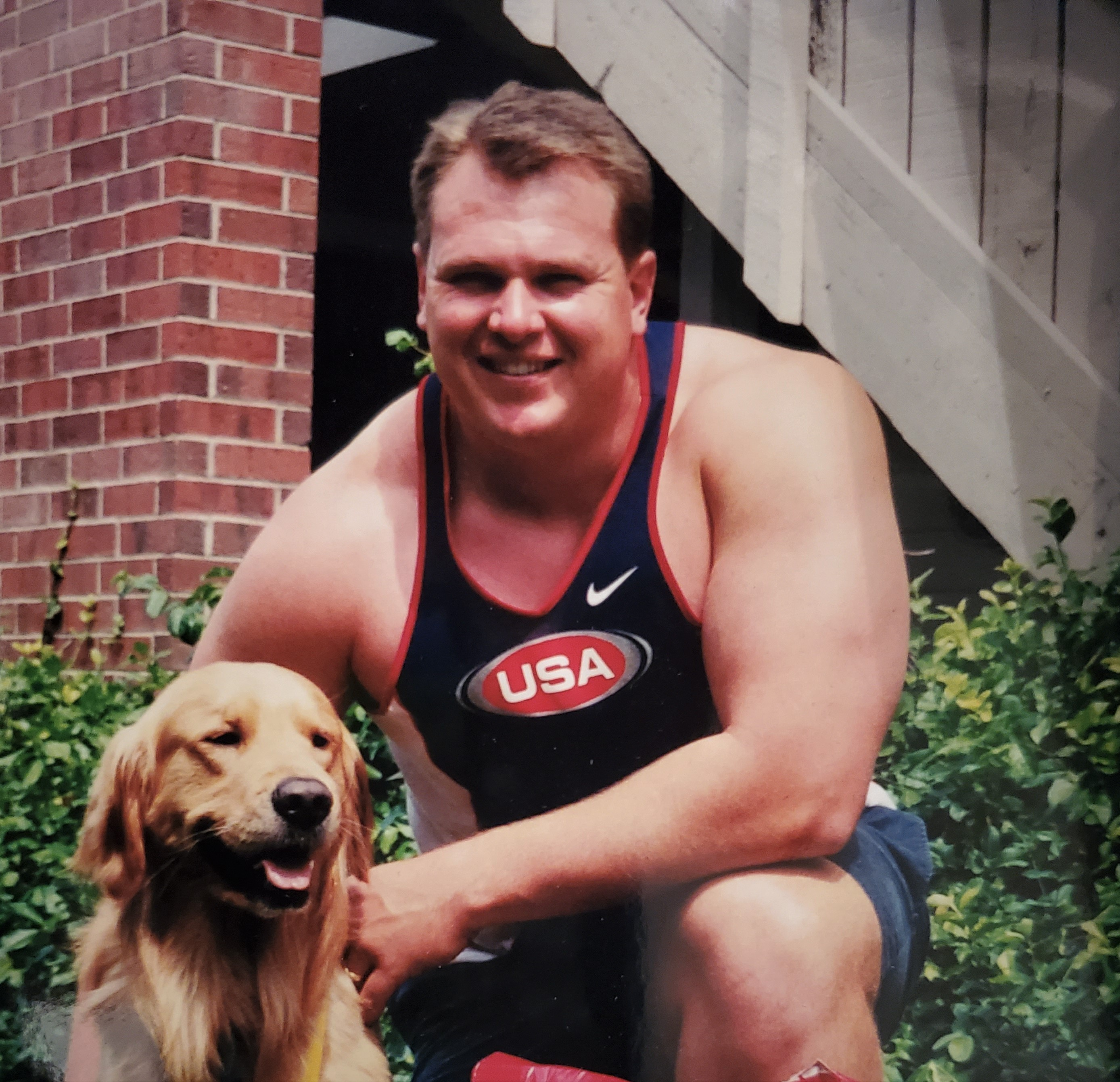
Brad Mears

Brad Mears (* 24. Dezember 1970) ist ein US-amerikanischer Sportpädagoge und ehemaliger Kugelstoßer.

## Sportliche Laufbahn
Maers besuchte die Neosho High School in Neosho im US-Bundesstaat Missouri, wo er mit dem Kugelstoßen begann. Weder dort noch später am College hatte er einen Trainer. Nach einigen Versuchen im Angleiten entschied er sich für die Drehstoßtechnik.
Von 1995 bis 2000 nahm Maers an (vorwiegend nationalen) Wettkämpfen teil. Bei den US-amerikanischen Meisterschaften gelangte er dreimal unter die ersten 10, wobei er 1999 als Fünfter seine beste Platzierung erreichte. 1999 siegte er bei den Panamerikanischen Spielen in Winnipeg mit 19,93 m.

## Akademische und berufliche Laufbahn
Mears erlangte den Bachelor of Science in Physical Education und den Master of Science in Exercise Science mit Schwerpunkt Pädagogik an der University of Central Missouri (damals Central Missouri State University). An der University of Northern Colorado promovierte er zum Doctor of Education in Pädagogik mit den Schwerpunkten Physical Education und Instructional Technology sowie Nebenfach Statistik.
Mears unterrichtete zunächst Sport an öffentlichen Schulen und war als Trainer tätig. Gegenwärtig lehrt er als Professor for Physical Education an der University of Central Missouri. Zu seinen Forschungsschwerpunkten gehören unter anderem Entwicklungsneurologie, Autismus, gehirnbasiertes Lernen, Lehrplanintegration und MINT im Sportunterricht.

## Persönliche Bestleistungen
- Kugelstoßen: 20,05 m, 13. Mai 1999, Greeley
  - Halle: 19,99 m, 30. Januar 1999, Greeley